# Boudlerbach
Boudlerbach (Luxemburgs: Buddelerbaach) is een plaats in de gemeente Biwer en het kanton Grevenmacher in Luxemburg.
Boudlerbach telt 33 inwoners (2001).